# Mindy Kaling
Mindy Kaling (ejtsd: /ˈkeɪlɪŋ/) született Vera Mindy Chokalingam (Cambridge, Massachusetts, 1979. június 24. –), amerikai színésznő, komikus és forgatókönyvíró.

## Élete
Vera Mindy Chokalingam a Massachusetts állambeli Cambridgeben született, apja Avu Chokalingam építész, anyja Swati Chokalingam (született Roysircar) szülész-nőgyógyász (OB/GYN). Kaling szülei Indiából származnak[9], és akkor találkoztak, amikor ugyanabban a nigériai kórházban dolgoztak. Édesapja, egy Chennaiban (Madras) nevelkedett tamil, a kórház egyik szárnyának felépítését felügyelte, édesanyja, egy Mumbaiban élő bengáli pedig szülész-nőgyógyászként dolgozott. A család 1979-ben, Kaling születésének évében vándorolt be az Egyesült Államokba. Kaling édesanyja 2012-ben hasnyálmirigyrákban halt meg.
Kaling elmondta, hogy soha nem hívták Verának mint keresztnevén, helyette Mindyként szólították, mióta édesanyja terhes volt vele, és szülei Nigériában éltek. Már tervezték, hogy az Amerikai Egyesült Államokba költöznek, és Kaling elmondása szerint egy „aranyos amerikai nevet” szerettek volna a lányuknak, a Mork & Mindy című sorozatból a Mindy név tetszett meg nekik. A Vera név Kaling szerint "egy hindu istennő megtestesülésének" a neve. Kaling 1997-ben végzett a Buckingham Browne & Nichols cambridge-i magániskolában. A következő évben beiratkozott a Dartmouth College-ba, ahol tagja volt a The Dog Day Players nevű improvizatív komédiás társulatnak és a The Rockapellas nevű acappella együttesnek, a The Dartmouth (a főiskola napilapja) Badly Drawn Girl című képregényének alkotója, és a Dartmouth Jack-O-Lantern (a főiskola humormagazinja) írója volt.
Kaling 2001-ben diplomázott a Dartmouth College-ban drámaírásból. A főiskola nagy részében klasszika szakos volt, és latinul tanult, amit hetedik osztály óta folyamatosan gyakorolt. Kaling a Dr. Katz, Professional Therapist, a Saturday Night Live, a Frasier – A dumagép és a Cheers című vígjátéksorozatokat nevezi meg komédiázására gyakorolt korai hatásaként.

## Magánélete
Szoros barátságot ápol B. J. Novakkal, akit az Office forgatásán ismert meg. A két színész a sorozat megírása és szereplése közben is jártak. Novak a keresztapja két gyermekének.
2017 decemberében  egy Katherine Swati nevű kislánynak adott életet. Úgy döntött, hogy nem fedi fel a baba apjának kilétét, még a közeli barátoknak sem. 2020. szeptember 3-án megszületett második gyermeke, egy Spencer nevű fiú. 2024 februárjában megszületett harmadik gyermeke, Anne.
Kaling édesanyja 2012 januárjában halt meg. Kaling 2012-ben felkerült a Time 100 befolyásos ember listájára. 2014-ben a Glamour az Év Női közé választotta.
2018. június 10-én a New Hampshire állambeli Hanoverben található Dartmouth College díszdoktori címet adományozott neki.
Kaling a walesi Swansea City AFC labdarúgócsapat 1%-os tulajdonosa.

## Filmográfia
| Év   | Magyar cím                       | Eredeti cím                                    | Szerep                              | Magyar hang        | Rendező                    |
| ---- | -------------------------------- | ---------------------------------------------- | ----------------------------------- | ------------------ | -------------------------- |
| 2005 | 40 éves szűz                     | The 40-Year-Old Virgin                         | Amy                                 |                    | Judd Apatow                |
| 2006 | Reszkessetek, repülők!           | Unaccompanied Minors                           | Éttermi hosztesz                    |                    | Paul Feig                  |
| 2007 | Nászfrász                        | License to Wed                                 | Shelly                              | Szegedi Anita      | Ken Kwapis                 |
| 2009 | Éjszaka a múzeumban 2.           | Night at the Museum: Battle of the Smithsonian | A dékán                             |                    | Shawn Levy                 |
| 2010 | Gru                              | Despicable Me                                  | A turista anya (cameo-szinkronhang) | Takács Andrea      | Pierre Coffin Chris Renaud |
| 2011 | Csak szexre kellesz              | No Strings Attached                            | Shira                               | Bogdányi Titanilla | Ivan Reitman               |
| 2012 | Ötéves jegyesség                 | The Five-Year Engagement                       | Vaneetha                            | Nemes Takách Kata  | Nicholas Stoller           |
| 2012 | Rontó Ralph                      | Wreck-It Ralph                                 | Töltött Makaronka (hangja)          | Molnár Ilona       | Rich Moore                 |
| 2013 | Itt a vége                       | This Is the End                                | Önmaga                              | Nádasi Veronika    | Seth Rogen Evan Goldberg   |
| 2015 | Agymanók                         | Inside Out                                     | Undor (hangja)                      | Sipos Eszter Anna  | Pete Docter                |
| 2015 | Riley első randija               | Riley's First Date? (rövidfilm)                | Undor (hangja)                      | Sipos Eszter Anna  | Josh Cooley                |
| 2015 | Három király tesó                | The Night Before                               | Sarah                               | Mezei Kitty        | Jonathan Levine            |
| 2018 | Időcsavar                        | A Wrinkle in Time                              | Mrs. Ki                             | Lamboni Anna       | Ava DuVernay               |
| 2018 | Ocean’s 8 – Az évszázad átverése | Ocean's 8                                      | Amita                               | Nádasi Veronika    | Gary Ross                  |
| 2019 | Talkshow                         | Late Night                                     | Molly Patel (író, producer is)      | Mezei Kitty        | Nisha Ganatra              |
| 2021 | Karantén meló                    | Locked Down                                    | Kate                                | Mezei Kitty        | Doug Liman                 |

## Fordítás
- Ez a szócikk részben vagy egészben  a   Mindy Kaling című angol Wikipédia-szócikk fordításán alapul.  Az eredeti cikk szerkesztőit annak laptörténete sorolja fel. Ez a jelzés csupán a megfogalmazás eredetét és a szerzői jogokat jelzi, nem szolgál a cikkben szereplő információk forrásmegjelöléseként.